# Röhrentrommel

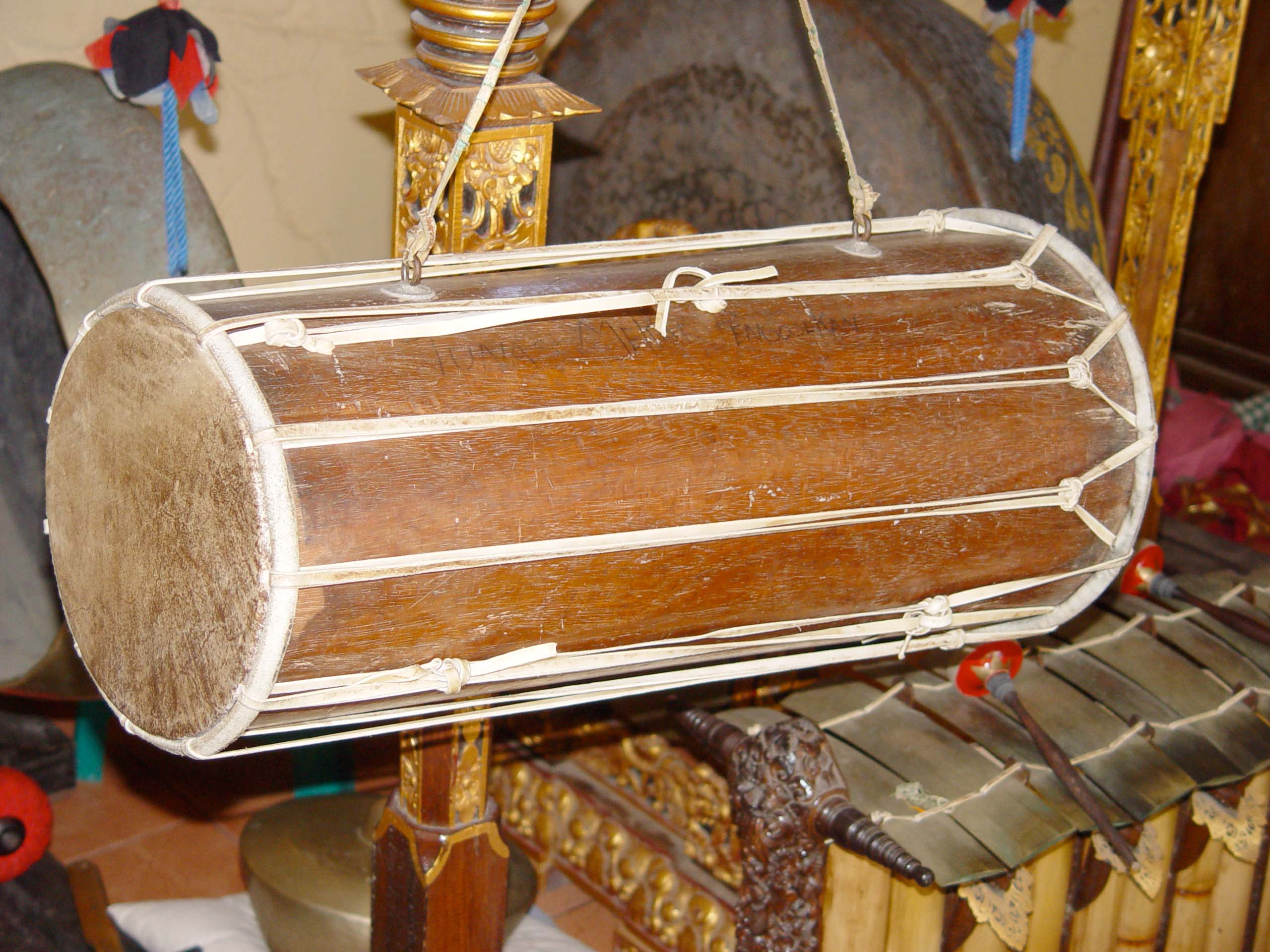
Ein ausgehöhlter Holzstamm wird zur Zylindertrommel kendang, die im Gamelan der indonesischen Insel Bali und in der Musik der Nachbarinsel Lombok gespielt wird

Röhrentrommel (englisch tubular drum) ist ein Gattungsbegriff für unmittelbar geschlagene Trommeln, deren Korpus nach der Festlegung in der Hornbostel-Sachs-Systematik röhrenförmig ist. Der Korpus kann einseitig oder beidseitig mit einer Membran bespannt sein. Im ersten Fall bleibt die Unterseite offen. Nach der Form des Korpus werden Röhrentrommeln unterteilt.
Zylindertrommeln (englisch cylinder drums) haben auf ganzer Länge den gleichen Durchmesser. Bei Fasstrommeln ist der Korpus bauchig, also in der Mitte nach außen gewölbt. Eine Variante von Röhrentrommeln mit größerem Mittendurchmesser sind Doppelkonustrommeln, bei denen sich der Korpus von einem Knick in der Mitte gerade auf beiden Seiten nach außen verjüngt. Sanduhrtrommeln sind tailliert.  Bei Konustrommeln sind die beiden Membranen von deutlich unterschiedlicher Größe und ihr Korpus bildet einen Kegelstumpf. Die einfelligen Bechertrommeln besitzen einen breiten oberen Teil und einen schlankeren Fortsatz.
Unabhängig von ihrer Form heißen auf dem Boden stehend gespielte große Trommeln Standtrommeln. Die beiden weiteren Typen unmittelbar geschlagener Trommeln sind Rahmentrommeln und Kesseltrommeln.

## Herkunft
Im ägyptischen Mittleren Reich (ab Anfang des 2. Jahrtausends v. Chr.) sind zweiseitig bespannte Röhrentrommeln auf zahlreichen Abbildungen erkennbar und werden in Texten erwähnt. Die größeren altägyptischen Trommeln waren zylindrisch und besaßen eine X-förmige Verschnürung, ein kleinerer Trommeltyp war fassförmig mit parallel verschnürten Membranen. Ihr Korpus bestand überwiegend aus Holz, selten aus Bronze. Die älteste gefundene Zylindertrommel stammt aus einem Grab in Beni Hasan und wird um 2000 v. Chr. datiert. In Mesopotamien tauchen Röhrentrommeln zu dieser Zeit wesentlich seltener auf.
Zweifellige lange Zylindertrommeln sind seit frühislamischer Zeit in der arabischen Militärmusik unter dem allgemeinen arabischen Begriff tabl („Trommel“) verbreitet. Mit der türkischen Janitscharenmusik gelangten Zylindertrommeln nach Europa. Im musikwissenschaftlichen Werk Syntagma musicum des Komponisten Michael Praetorius von 1619 wird die Röhrentrommel noch als ein Musikinstrument des Orients gezeigt.
In China sind zweifellige hölzerne Fasstrommeln mit aufgenagelten Membranen, die heute den Großteil der chinesischen Trommeln (allgemein gu) ausmachen, seit dem 2. Jahrtausend v. Chr. bekannt.

## Einteilung nach der Bauform
Die Hornbostel-Sachs-Systematik teilt Röhrentrommeln aufgrund ihrer Bauform ein.

### Zylindertrommeln

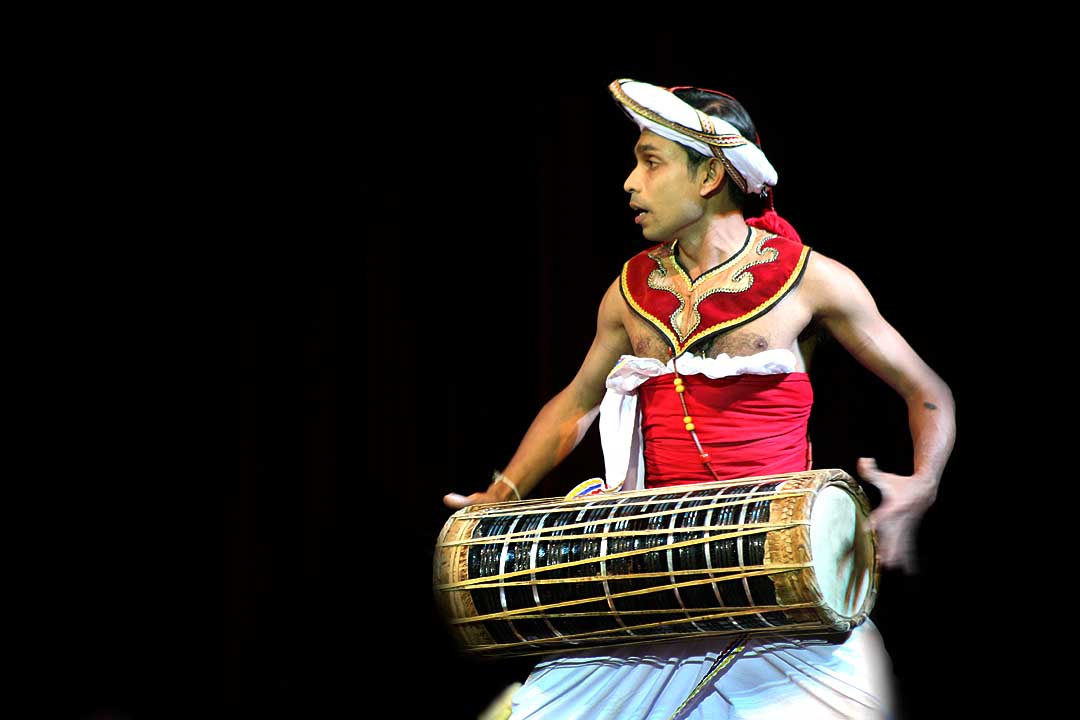
Zylindertrommel yak bera(ya), im Süden Sri Lankas von Singhalesen verwendete Ritualtrommel

Zylindertrommeln werden von Rahmentrommeln unterschieden, deren Rahmenhöhe höchstens dem Radius der Membran entspricht. Diese nach praktischen Gründen erfolgte Einteilung bezieht sich auf typische Instrumente. Die Hornbostel-Sachs-Systematik macht bei zylindrischen Militärtrommeln eine Ausnahme und zählt auch Exemplare mit geringerer Rahmenhöhe zu den Zylindertrommeln. Als Flachtrommel (englisch shallow drum) kann ein Format zwischen Zylinder- und Rahmentrommel bezeichnet werden, bei dem die Rahmenhöhe maximal dem Felldurchmesser entspricht.
Zylindertrommeln werden wie die im modernen Drumset gespielte Tomtom, die Kleine Trommel (Snare Drum) und die Große Trommel (Bass Drum) aus gebogenen und verleimten Schichtholzplatten (gelegentlich Kunststoff) hergestellt oder nach der seit vorchristlicher Zeit bekannten Methode aus einem Stammholzabschnitt ausgehöhlt. Die klare Zylinderform der so gefertigten Trommeln ist relativ selten. Sie kommt bei der großen türkischen Militärtrommel davul und der mit ihr verwandten tapan auf dem Balkan vor. Auch falls diese nach ihrem Verhältnis von Höhe zu Durchmesser Rahmentrommeln sein sollten, werden sie entsprechend ihrer Herkunft von den langen Militärtrommeln als Zylindertrommeln klassifiziert. Zu den Zylindertrommeln gehören die weit oder nur in einer bestimmten Region verbreiteten Trommeln: 
- Alfaia, leichte brasilianische Basstrommel aus Sperrholz
- Caixa, Snare Drum im brasilianischen Samba und anderen Tanzmusikstilen
- Chande, in der südindischen Volksmusik von Karnataka, besonders im Yakshagana-Tanzdrama
- Chenda, ähnlich der chande, im südindischen Bundesstaat Kerala
- Dammam, zur Begleitung schiitischer Trauerzeremonien im Irak und Iran
- Doli, hölzerne Trommel in der Unterhaltungsmusik Georgiens
- Dunun, mit Stöcken gespielte hölzerne Zylindertrommel in Westafrika
- Lambeg drum, große, bei Straßenparaden in Nordirland mit Stöcken gespielte Zylindertrommel
- Pambai, zwei miteinander verbundene hölzerne Zylindertrommeln, die in der religiösen Musik in den indischen Bundesstaaten Andhra Pradesh und Tamil Nadu gespielt werden
- Tabor, historische Zylindertrommel seit dem europäischen Mittelalter, die ein Musiker zugleich mit einer Einhandflöte spielt
- T'bol, Sammelnamen für Zylindertrommeln im Maghreb
- Yak bera, im Süden von Sri Lanka bei Ritualen verwendet

### Fasstrommeln

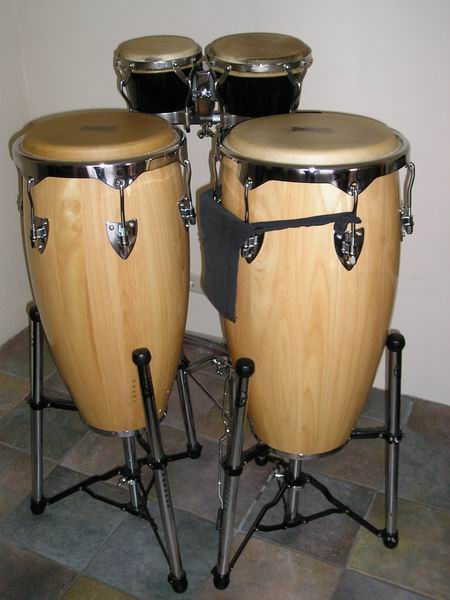
Fasstrommeln Congas, darüber kleine Bongos

Aus einem Holzblock herausgeschnitzte oder aus Kunststoff geformte Fasstrommeln sind in einer größeren Zahl bekannt. Die beiden Außendurchmesser können unterschiedlich groß sein, wodurch sich zwei Tonhöhen ergeben. Neben der südamerikanischen, einfelligen Conga zählen zu den rundbauchigen Fasstrommeln:
- Atsimevu, führende Trommel im großen Ewe-Trommelorchester in Ghana, dessen Takt von der Handglocke Gankogui vorgegeben wird
- Buk, zweifellige Fasstrommel in der koreanischen Volksmusik
- Dhimay, Fasstrommel im Kathmandutal im Nepal
- Dhol, große, zweifellige Fasstrommel in Nordindien
- Dholak, kleiner als die dhol, von Nordindien bis Afghanistan
- Dholki, ähnlich der dholak, in West- und Ostindien
- Ghoema, einfellige, mit den Händen geschlagene Trommel, die vor allem beim Neujahrsfest in Südafrika verwendet wird
- Jiangu, älteste chinesische zweifellige Fasstrommel, ähnliche große Fasstrommeln heißen unter anderem Yinggu und Dagu.
- Kendang, Gruppe von zweifelligen, indonesischen Fasstrommeln
- Negarit, alte äthiopische Kriegstrommel, deren Namen von naqqara abgeleitet ist, einem weit verbreiteten Kesseltrommeltyp, worunter in manchen Regionen auch Fasstrommeln verstanden werden
- Taiko, Gruppe von großen zweifelligen Zeremonialtrommeln in Japan. Typisch ist die Fasstrommel nagado taiko mit einem länglichen Korpus.
- Tavil, südindische Fasstrommel

### Doppelkonustrommeln

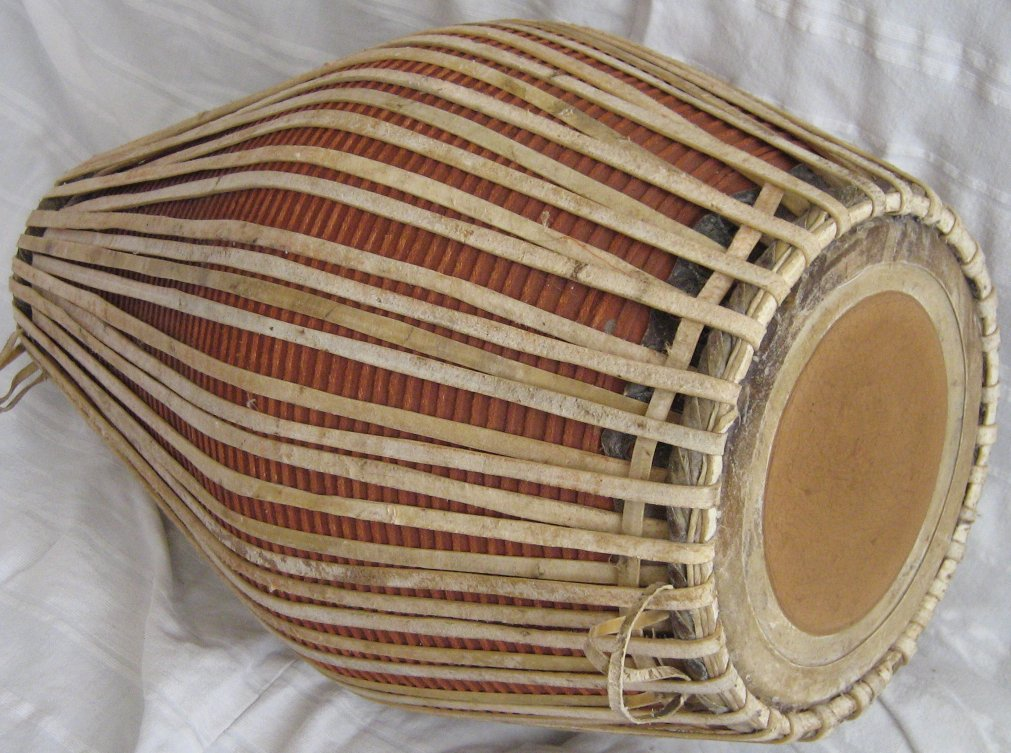
Doppelkonustrommel khol

Doppelkonustrommeln besitzen einen größeren Mitteldurchmesser, der Korpus verjüngt sich in einer mehr oder weniger geraden Linie bis zu den Enden. Einen solcherart deutlich sichtbaren Knick in der Mitte besitzen vor allem zweifellige, in waagrechter Position gespielte Trommeln in Indien:
- Khol, in der nord- und ostindischen religiösen Volksmusik
- Maddale, in der Volksmusik von Karnataka
- Mridangam, in der südindischen klassischen Musik
- Pakhawaj, in der nordindischen klassischen Musik
- Pashchima, Volksmusik im Kathmandutal in Nepal
- Pung, besonders schlanke Form zur Tanzbegleitung im nordostindischen Bundesstaat Manipur

### Sanduhrtrommeln

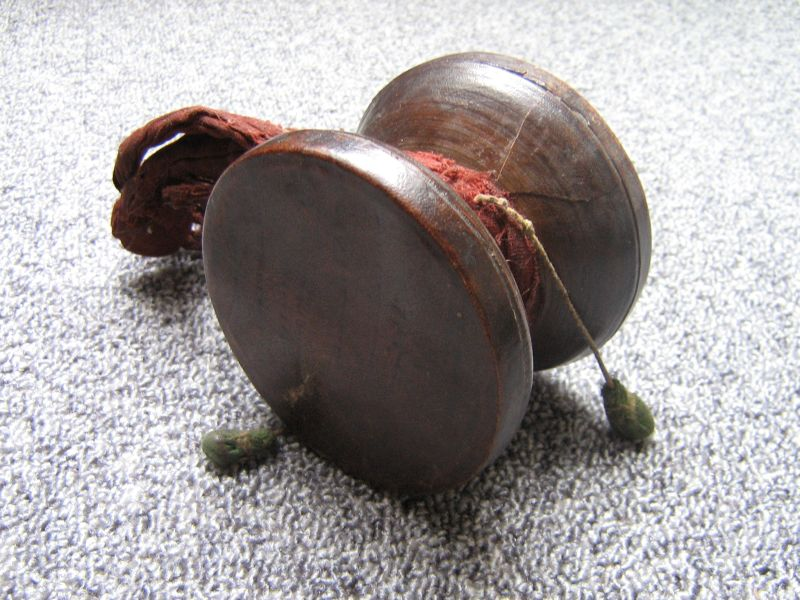
Sanduhrtrommel damaru, tibetisch gcod-dar, nach der Spielweise eine Klappertrommel

Der Mitteldurchmesser ist kleiner als die beiden Enddurchmesser. Einige afrikanische Sprechtrommeln mit während des Spiels veränderbarer Schnurspannung sind sanduhrförmig. In Asien wird dieser Trommelform häufig eine religiöse Bedeutung beigemessen. Die in Indien und in der tibetischen Musik gespielte damaru gehört in der indischen Mythologie zu den Attributen Shivas und anderer Götter, dementsprechend wird auch die in der Tempelmusik Keralas gespielte idakka verehrt.
- Batá-Trommel, afrokubanische Sanduhrtrommel mit unterschiedlich großen Fellen
- Daunr, kleine hölzerne Sanduhrtrommel in der indischen Region Garhwal am Südrand des Himalaya
- Dhadd, kleine hölzerne Sanduhrtrommel, die hauptsächlich von Sikhs im nordwestindischen Bundesstaat Punjab verwendet wird
- Hurka, etwas größer als die damaru, in den Regionen Garhwal und Kumaon
- Janggu, in der koreanischen Musik
- Jiegu, historische Sanduhrtrommel in China
- Kalangu, zweifellige Sanduhrtrommel der Hausa in Westafrika
- Kundu, Sanduhrtrommel in der Musik Neuguineas. Sanduhrförmig und von ehemals großer mythologischer Bedeutung sind auch die hölzernen Wassertrommeln am Sepik im Nordosten Neuguineas.
- Timila, wie die idakka in der Tempelmusik Keralas verwendet

### Konustrommeln
Die Durchmesser beider Seiten sind erheblich ungleich. Der Korpus besitzt die Form eines Kegelstumpfes, in der Länge verläuft er annähernd gerade.
- Samel, hölzerne Trommel im indischen Bundesstaat Goa

### Bechertrommeln

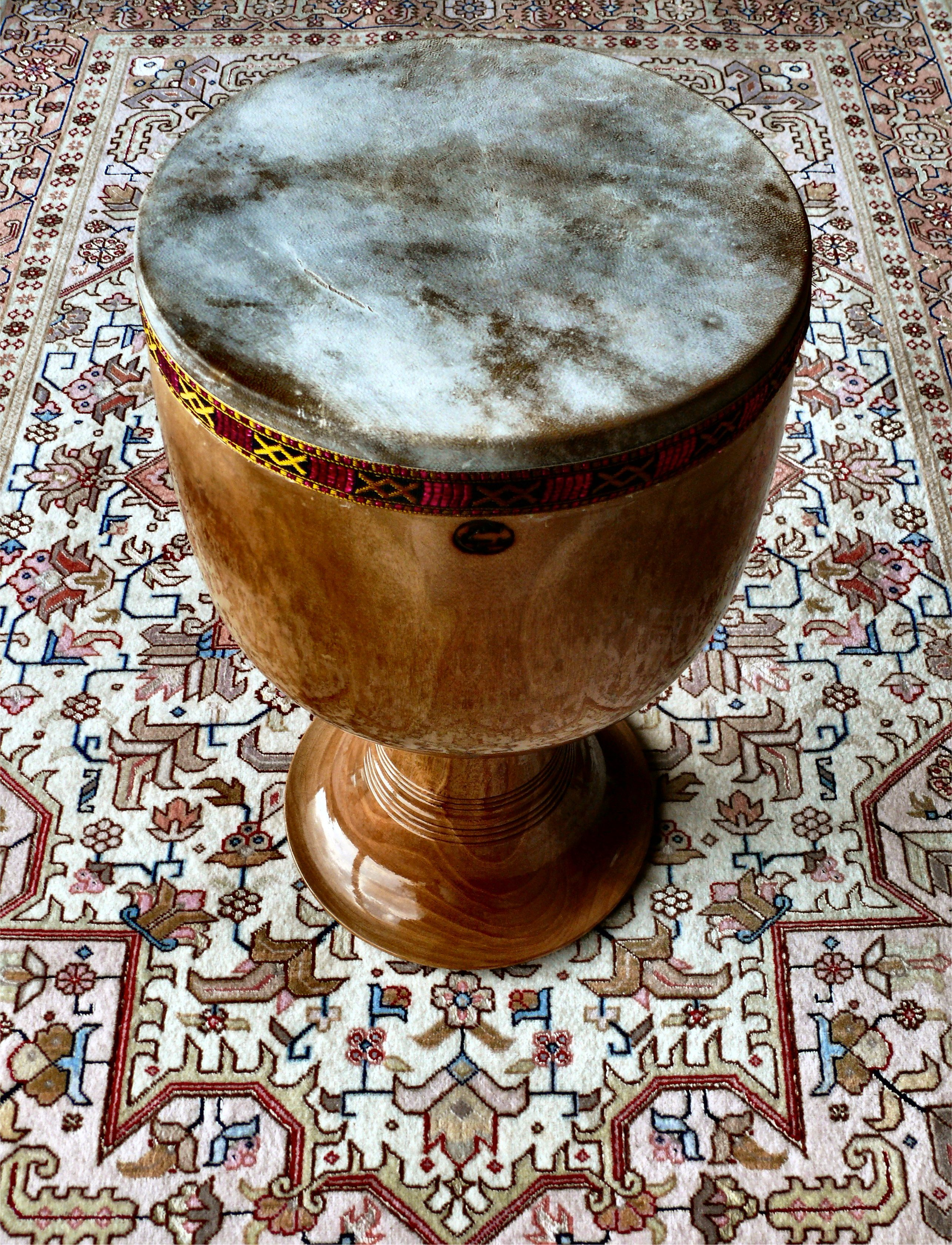
Bechertrommel tombak

Der Trommelkorpus ist kesselförmig oder zylindrisch und geht in ein schlankeres Unterteil über. Bechertrommeln sind einfellig, sie besitzen entweder einen geschlossenen Korpusboden oder sind bis zum Fußende offen. Häufig werden sie zwischen den Knien gehalten oder waagrecht unter den Arm geklemmt und mit beiden Händen geschlagen. Sehr große Typen besitzen eine Standplatte, mit der sie auf dem Boden stehen.
- Bekiviro, annähernd mannshohe Ritualtrommel, die bei Besessenheitsritualen an der Westküste Madagaskars gespielt wird
- Dabakan, auf den Philippinen verwendet, mit einem gedrechselten und ornamentierten Holzkorpus
- Darbuka, typische Bechertrommel im Nahen Osten und in Nordafrika
- Djembé, in Westafrika verbreitet, Membran meist mit Schnurverspannung
- Ozi, Ritualtrommel in Myanmar von einem bis drei Meter Länge
- Tombak, auch zarb, in der klassischen Musik und Volksmusik Irans
- Zerbaghali, Bechertrommel aus Ton, die in der Volksmusik Afghanistans gespielt wird

## Einteilung nach Verwendungszweck oder Spielweise
Es können mit Schlägeln oder Besen geschlagene Trommeln von Handtrommeln unterschieden werden. Auch nur auf einer Seite geschlagene Standtrommeln besitzen häufig ein zweites Fell an der Unterseite. Damit lässt sich das obere Fell verspannen, zugleich dient es der Resonanzverstärkung. In der mittelalterlichen Militärmusik gab es lange zylindrische, zweifellige Landsknechttrommeln, ab Anfang des 19. Jahrhunderts setzte das Militär in England, Frankreich und Deutschland Tenortrommeln oder Rührtrommeln ein. Heute wird der von den kreisförmigen Bewegungen der Schlägel oder Besen abgeleitete letztgenannte Name auch synonym für die einfelligen Kleinen Trommeln verwendet.